# Cistogaster insularis
Cistogaster insularis är en tvåvingeart som beskrevs av Samuel Wendell Williston  1896. Cistogaster insularis ingår i släktet Cistogaster och familjen parasitflugor. Inga underarter finns listade i Catalogue of Life.